# جيم مورتون
جيم مورتون (بالإنجليزية: Jim Morton)‏ (29 أكتوبر 1956 بدندي في المملكة المتحدة - ) هو لاعب كرة قدم بريطاني في مركز الوسط. لعب مع سانت جونستون وكوينزلاند ليونز ونادي بريتشين سيتي وبيرويك راينجرز ونادي اربوراث وفورفار أثلتيك ‏.